# Charlie Kirk

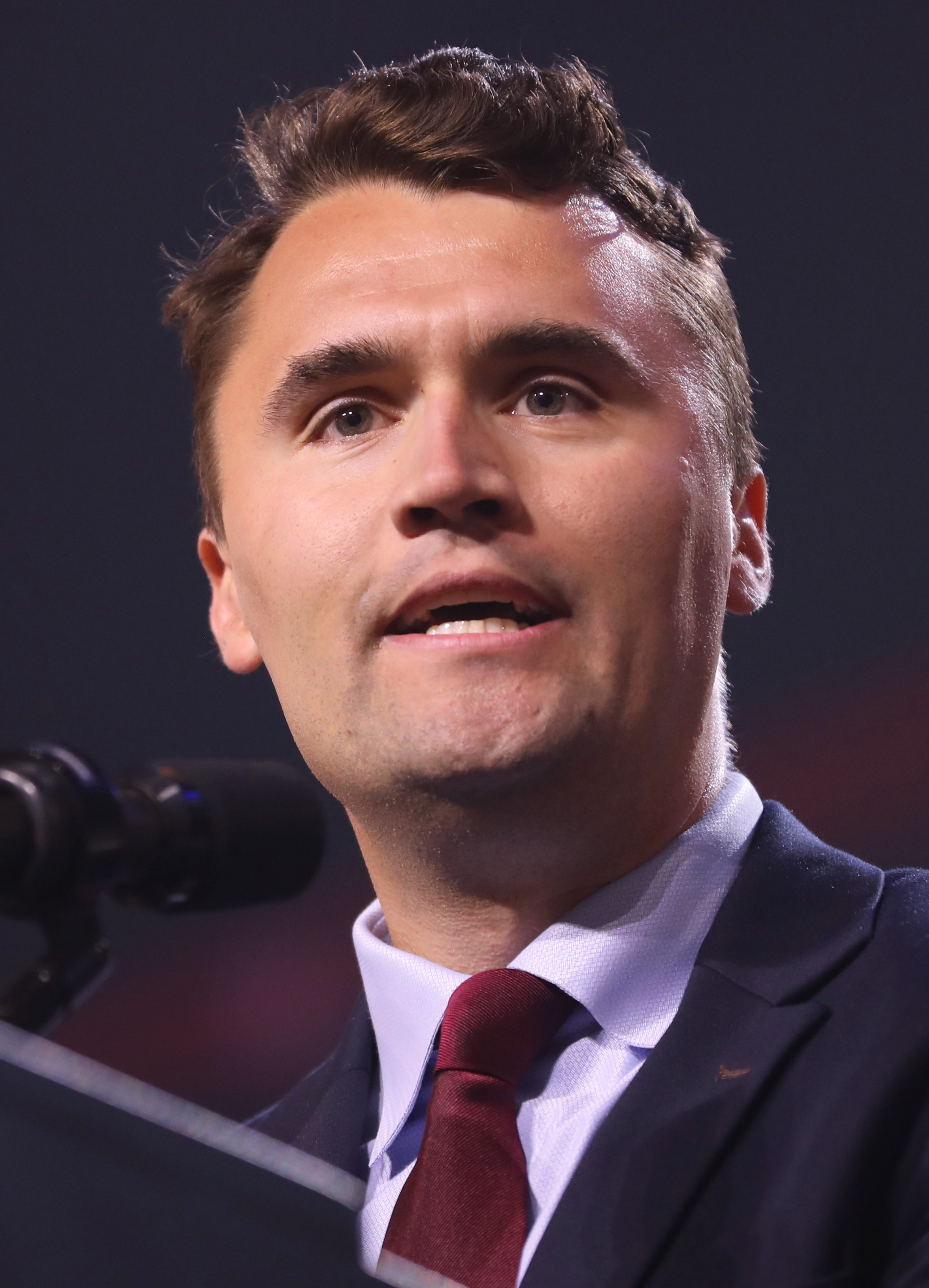
Charlie Kirk (2024)

Charles James Kirk (* 14. Oktober 1993 in Arlington Heights, Illinois) ist ein US-amerikanischer Autor, Podcaster und rechts-konservativer politischer Aktivist. Er ist der Mitbegründer und Vorsitzender der Organisation Turning Point USA und verschiedener Schwesterorganisationen (Turning Point Action, Students for Trump, Turning Point Academy, Turning Point Faith und dem Turning Point Endowment). Er ist auch Mitglied des in republikanischen Kreisen gut vernetzten Council for National Policy. Kirk gilt als enger Verbündeter von Donald Trump.

## Laufbahn
Kirk wurde in dem Chicagoer Vorort Arlington Heights geboren und wuchs im nahe gelegenen Prospect Heights auf. Seine Mutter ist Psychologin und sein Vater ist Architekt. Kirk war Mitglied der Boy Scouts of America und schrieb bereits als Jugendlicher für Breitbart und trat bei Fox Business auf. Er beteiligte sich 2010 als Freiwilliger an der erfolgreichen US-Senatskampagne des Republikaners Mark Kirk aus Illinois, mit dem er trotz Namensgleichheit nicht verwandt ist.
Auf einer Veranstaltung der Benedictine University lernte er Bill Montgomery kennen, einen mehr als 50 Jahre älteren Rentner, der der Tea-Party-Bewegung nahestand. Montgomery ermutigte Kirk, sich in Vollzeit politisch zu betätigen. Anschließend gründete er Turning Point USA als Non-Profit-Organisation für studentischen politischen Aktivismus. Er war 18 und hatte nach eigenen Angaben „kein Geld, keine Beziehungen und keine Ahnung, was er tat“. Auf der Republican National Convention 2012 traf Kirk Foster Friess, einen prominenten republikanischen Parteispender, und überredete ihn, seine Organisation zu finanzieren.
Kirk besuchte kurzzeitig das Harper College, ein Community College in der Nähe von Chicago, brach seine College-Ausbildung aber ab, ohne einen Abschluss erworben zu haben.
2016 begann Kirk, den republikanischen Kandidaten Donald Trump zu unterstützen. Mit der Hilfe von Großspendern konnte Kirk die Organisation Turning Point USA zu einem einflussreichen Spieler machen. Die Organisation setzte sich anfangs vor allem als Interessensvertretung für konservative und republikanische Studenten an Universitäten und Community Colleges ein, wurde aber mit der Zeit immer einflussreicher bei der Mobilisierung von Parteispenden. 2016 lag der Umsatz der Organisation bei 4,3 Millionen US-Dollar und stieg auf knapp 40 Millionen Dollar 2020 an.
Im Juli 2019 wurde Kirk Vorsitzender der Organisation Students for Trump, die von Turning Point Action übernommen worden war, und startete eine Kampagne zur Anwerbung von einer Million Schülern und Studenten für die Trump-Wiederwahlkampagne 2020.
Turning Point USA veranstaltete im Dezember 2019 eine Spendengala in Mar-a-Lago, an der Donald Trump Jr. und weitere republikanische Parteigrößen teilnahmen, und Kirks steigendes Ansehen war auf dem Parteitag der Republikaner von 2020 spürbar, wo er schwärmte, Trump sei „der Leibwächter der westlichen Zivilisation“. Turning Point half auch Busladungen von Trump-Verbündeten zu der Kundgebung nach Washington zu bringen, die dem Sturm auf das Kapitol in Washington am 6. Januar 2021 vorausgingen. Auf Twitter gab Kirk an: „80 + Busladungen von Patrioten nach DC zu bringen, um für den Präsidenten zu kämpfen“, was er später löschte.
Seit mindestens September 2020 ist er Mitglied des Council for National Policy, einer Gruppe, „die seit Jahrzehnten als Knotenpunkt für ein landesweites Netzwerk von konservativen Aktivisten und den Spendern, die sie unterstützen, dient“. Im Oktober 2020 begann Kirk mit der Moderation einer täglichen dreistündigen Radiotalkshow, der Charlie Kirk Show. Diese wird produziert von der konservativ-evangelikalen Salem Media Group. Am 7. Dezember 2021 war der Podcast The Charlie Kirk Show auf Platz 21 der beliebtesten Podcasts bei Apple Podcasts. Er richtet sich vorwiegend an junge Konservative.
Kirk wurde von Donald Trump im Juli 2023 in eine Kommission zur Förderung von „patriotischer Erziehung“ berufen.
Für die Präsidentschaftswahl 2024 plante Kirk knapp 110 Millionen US-Dollar für die Wiederwahl von Donald Trump zu mobilisieren. Er und seine Organisation waren auch an dem Project 2025 beteiligt, einem Plan für die Umgestaltung der US-Regierung im Falle eines erneuten Trump-Sieges. Er sieht auf über 900 Seiten u. a. die Entlassung Tausender Beamter und ihre Ersetzung durch politische Verbündete, die Ausweitung der Macht des Präsidenten, die Auflösung des Bildungsministeriums und anderer Bundesbehörden sowie ein Vorgehen gegen den sogenannten „Deep State“ vor.

## Politische Ansichten

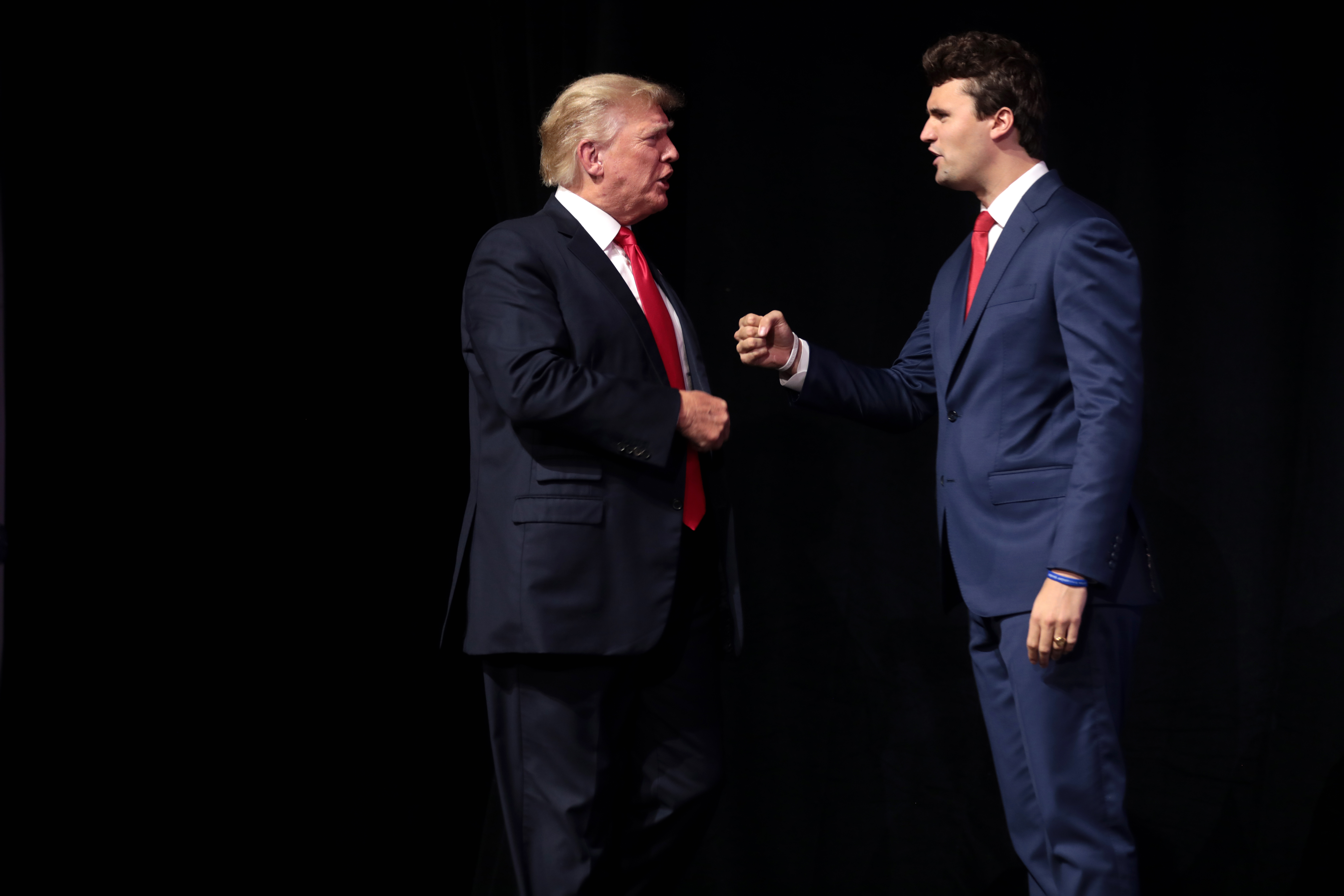
Donald Trump mit Charlie Kirk (2021)

In einem Interview mit dem Wired-Magazin während der Republican National Convention 2016 sagte Kirk, dass er zwar „nicht der größte Donald Trump-Fan der Welt“ sei, aber für ihn stimmen würde. Kirk wurde danach allerdings ein enger politischer Verbündeter von Donald Trump und baute gute Beziehungen zu Mitgliedern der Familie Trump auf. Er unterstützte wiederholt die Verschwörungstheorie, dass die US-Präsidentschaftswahlen 2020 gefälscht gewesen seien („Big Lie“).
Kirk verurteilt das Bürgerrechtsgesetz von 1964 und bezeichnet dessen Verabschiedung als „großen Fehler“. Er bezeichnete Martin Luther King als „furchtbar“ und „schlechte Person“, wobei er ihn 2015 noch als „Helden“ gepriesen hatte. Er sprach sich gegen die Lehre von Critical Race Theory in amerikanischen Schulen aus und bezeichnete staatliche Inklusionsprogramme zur positiven Diskriminierung („Diversity, equity, and inclusion, DEI“) als „rassistisch“ und „anti-weiß“. Im Januar 2024 machte Kirk DEI-Programme für die Probleme in der nationalen Luftfahrt verantwortlich und sagte: „Wenn ich einen schwarzen Piloten sehe, werde ich sagen: Junge, ich hoffe, er ist qualifiziert.“ Er versuchte, sich selbst als ein Opfer derartiger Programme darzustellen, als er im Jahr 2015 erklärte, er habe sich an der United States Military Academy in West Point, beworben und sei nicht angenommen worden. Er behauptete, dass sein Platz an einen „weit weniger qualifizierten Kandidaten“ eines anderen Geschlechts und einer anderen Überzeugung ging, dessen Testergebnisse er angeblich kannte. 2017 sagte er gegenüber The New Yorker, er habe das sarkastisch gemeint. 2018 sagte er der Chicago Tribune, er habe „nur etwas wiederholt, was ihm gesagt wurde“, während er bei einer Veranstaltung mit Rand Paul im Oktober 2019 behauptete, er habe es nie gesagt.
Kirk hat die Förderung und Nutzung fossiler Brennstoffe verteidigt und leugnet den menschengemachten Klimawandel. Er sprach sich auch für öffentliche Hinrichtungen aus.

## Social Media
Charlie Kirk nutzt Social Media gezielt, um seine politischen Botschaften zu verbreiten und insbesondere junge Menschen anzusprechen. Auf YouTube folgen ihm über 3,9 Millionen Nutzer, wo er regelmäßig Ausschnitte aus Debatten mit College-Studierenden veröffentlicht. Die Videos werden zum Teil millionenfach aufgerufen. Typisch ist dabei die Gegenüberstellung von „aufgeklärtem“ Redner und vermeintlich „verblendeter“ Gegenseite, was zur Polarisierung und Reichweitensteigerung beiträgt. Ein Video des Kanals Jubilee, in dem er mit 25 als "Liberal" gelabelten Studierenden über Politik debattiert, sammelte über 28 Millionen Aufrufe.
Auf TikTok folgen ihm 6,7 Millionen Nutzer, ein Zweitaccount mit Debatten-Ausschnitten hat 2,6 Millionen Follower. Auf Instagram hat sein Account 5,7 Millionen Fans. Der Stand dieser Angaben ist Mai 2025.

## Privatleben
Kirk ist evangelikaler Christ. Im Mai 2021 heiratete Kirk Erika Frantzve, eine Podcasterin und Geschäftsfrau, die 2012 zu Miss Arizona gewählt worden war. Das Paar hat eine Tochter (* 2022) und einen Sohn (* 2024).